# Acustico (Dario Aspesani)
Acustico è un album del musicista italiano Dario Aspesani, pubblicato nel 2001, e registrato in "presa diretta", con l'ausilio esclusivo di chitarra classica, chitarra 12 corde, pianoforte e armonica.
Tutti i testi e le musiche sono di Dario Aspesani. Alcuni brani del disco, come Bar di periferia e Scivola il sangue, sono stati arrangiati in maniera diversa su altri CD. Il pezzo Bar di periferia è stato tradotto in spagnolo con un arrangiamento salsa, ed è presente nel cd Ya llega el Chicharronero! del 2004.

## Tracce
1. Scivola il sangue
2. Vento duro
3. Un'altra anche stasera
4. Monica Monica
5. Bar di periferia
6. A te
7. Voglio tornare d'inverno
8. Armonica solo (Tributo a Woody Guthrie)
9. Auto blu blues
10. 7743 £ a l'ora blues
11. Passo di danza blues
12. Ela
13. Ti voglio di più
14. Intermezzo 1
15. Spero più di un giorno